# GAC Trumpchi ES9

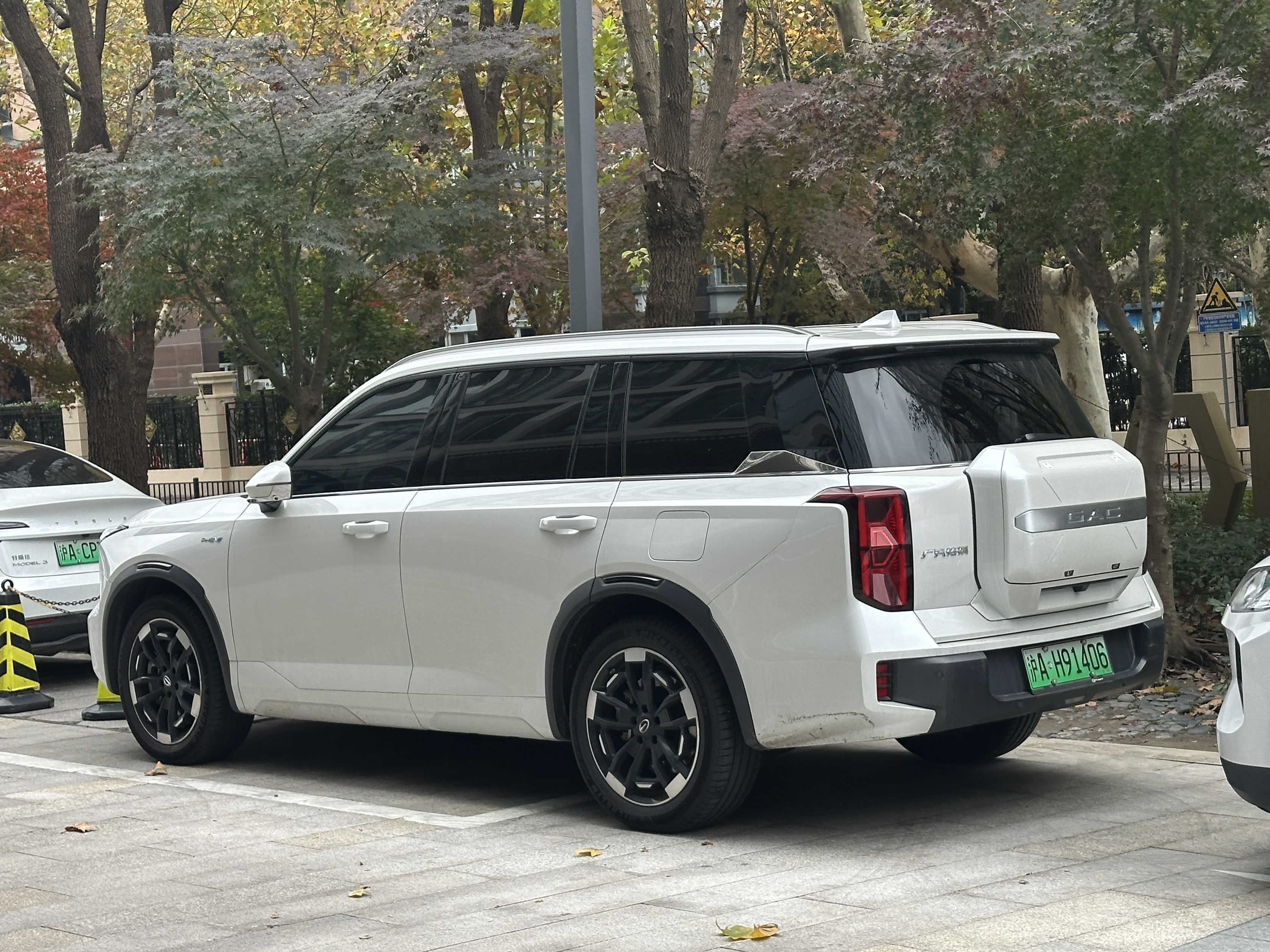
Heckansicht

Der GAC Trumpchi ES9 ist ein Sport Utility Vehicle der Submarke Trumpchi der chinesischen Guangzhou Automobile Group. Er ist ausschließlich mit einem Plug-in-Hybrid-Antrieb erhältlich.

## Geschichte
Erstmals vorgestellt wurde das Fahrzeug, das in der Modellpalette oberhalb des GAC Trumpchi GS 8 positioniert ist, auf der Chengdu Auto Show im August 2023. Auf dem chinesischen Heimatmarkt kam der Trumpchi ES9 im Oktober 2023 in den Handel.

## Technik
Der Wagen ist über 5,00 Meter lang, etwa 1,95 Meter breit und 1,78 Meter hoch. Die Ausstattungsvarianten Pro und Max haben am Heck eine außen angebrachte Box, die zusätzlichen Stauraum bietet. Es gibt den Trumpchi ES9 mit sechs oder sieben Sitzplätzen.
Angetrieben wird das SUV von einem Zweiliter-Ottomotor mit 140 kW (190 PS), der mit einem 134 kW (182 PS) starken Elektromotor eine Systemleistung von 274 kW (373 PS) erreicht. Laut Herstellerangabe beschleunigt der Wagen in acht Sekunden aus dem Stand auf 100 km/h und erreicht eine Höchstgeschwindigkeit von 180 km/h. Ein Lithium-Ionen-Akkumulator mit einem Energieinhalt von 25,6 kWh ermöglicht eine elektrische Reichweite von 143 Kilometer nach dem CLTC-Zyklus.

### Technische Daten
|                                                   | Trumpchi ES9 PHEV           |
| Bauzeitraum                                       | seit 10/2023                |
| Motorkenndaten                                    |                             |
| Motortyp                                          | R4-Ottomotor + Elektromotor |
| Hubraum                                           | 1991 cm³                    |
| max. Leistung Verbrennungsmotor bei min−1         | 140 kW (190 PS) / 4500–5000 |
| max. Leistung Elektromotor                        | 134 kW (182 PS)             |
| max. Systemleistung                               | 274 kW (373 PS)             |
| max. Drehmoment Verbrennungsmotor bei min−1       | 330 Nm / 1500–4000          |
| max. Drehmoment Elektromotor                      | 300 Nm                      |
| max. Systemdrehmoment                             | 630 Nm                      |
| Kraftübertragung                                  |                             |
| Antrieb                                           | Vorderradantrieb            |
| Getriebe                                          | 2-Gang-Hybridgetriebe       |
| Messwerte                                         |                             |
| Höchstgeschwindigkeit                             | 180 km/h                    |
| Beschleunigung, 0–100 km/h                        | 8,0 s                       |
| Kraftstoffverbrauch auf 100 km (WLTP, kombiniert) | 1,2 l Super                 |
| Tankinhalt                                        | 56 l                        |
| Energieinhalt Akku                                | 25,6 kWh                    |
| Elektrische Reichweite, WLTP                      | 110 km                      |
| Abgasnorm                                         | China VI                    |